# Marguerite Steiger
Marguerite Steiger (* 12. April 1909 in Zürich-Unterstrass; † 10. Dezember 1990 in Zürich) war eine Schweizer Unternehmerin. Die Chemikerin gründete zusammen mit der Pharmazeutin Hermine Raths die Opopharma AG.

## Leben
Marguerite Steiger war die jüngste Tochter des Färberei-Industriellen Otto Steiger und eine Urenkelin von Jakob Robert Steiger. Nach dem Besuch der Primarschule kam sie auf eine Privatschule in Zürich und verbrachte später ein Jahr in einem Mädchenpensionat bei Lausanne. 1926 lernte sie Hermine Raths kennen. Die beiden Freundinnen zogen zusammen in eine Immobilie der Familie Steiger an der Blüemlisalpstrasse und studierten an der ETH Zürich. Während Hermine Raths das Fach Pharmazie wählte, wurde Marguerite Steiger Chemikerin. Marguerite Steiger war die erste Schweizerin und die zweite Frau, die an der damaligen Abteilung IV (Chemie) der ETH einen Doktortitel erwarb. Betreut wurde ihre Arbeit Untersuchung von Zuckern mit Ribosekonfiguration über das Vitamin C von Leopold Ruzicka und Tadeus Reichstein. Nach der Promotion arbeitete Marguerite Steiger weiter an der Hochschule mit Reichstein zusammen, ehe sie 1938 zu Alexander R. Todd wechselte. Für seine Forschungen auf dem Gebiet der Corticoide erhielt Reichstein 1950 den Nobelpreis für Medizin. Auch Todd, der sich mit der Synthese des Vitamins B12 beschäftigte, erhielt den Nobelpreis. Marguerite Steiger veröffentlichte von 1934 bis 1939 zusammen mit Reichstein 18 Artikel, musste jedoch ihre Universitätskarriere nach dem Ausbruch des Zweiten Weltkrieges aufgeben.
Schon 1934 hatte sie zusammen mit Hermine Raths die alte Elefanten-Apotheke in Zürich erworben, in der auch die Apothekerin Gertrud Brandenberger arbeitete, und 1937 gründeten die beiden Frauen die Opopharma AG, die den Alleinvertrieb für Produkte der niederländischen Organon NV innehatte und nach dem Krieg mit Partnerfirmen aus Europa, den USA und Australien kooperierte. Steiger und Raths waren Schweizer Pionierinnen auf dem Gebiet der Pharma-Distribution; ihre Opopharma AG beschäftigte zeitweise etwa 190 Mitarbeiter und kam auf einen Umsatz von mehr als 80 Millionen Franken. Zur Opopharma AG kamen in den 1950er Jahren noch Gesellschaften wie die Oryx Pharmazeutika AG, die Esquire AG, die Galimedica AG, die Schweizerhaus AG, ASSAF Ltd., die Wyberg Apotheke AG und die Polymed GmbH. Zum Stammhaus, der Elefanten-Apotheke, kam 1973 noch die benachbarte Drogerie hinzu, die nach dem Tod der beiden Frauen zusammen mit der Apotheke 1994 geschlossen wurde. Bis 2007 wurden alle Tochtergesellschaften verkauft.

## Opo-Stiftung
Als Rechtsnachfolgerin der beiden Firmengründerinnen erbte die 1985 eingerichtete Opo-Stiftung deren Vermögen. Sie fördert wissenschaftliche Projekte und brachte 2005 die Biographie Marguerite Steigers und Hermine Raths’ heraus. Das Buch mit dem Titel Man muss nur etwas draus machen. Das Lebenswerk von Marguerite Steiger und Hermine Raths wurde von dem Historiker Martin Schmid geschrieben. An Marguerite Steiger und Hermine Raths erinnert auch die alljährlich stattfindende Raths-Steiger-Vorlesung in der alten Semper-Sternwarte. Das Haus zum roten Adler in der Kirchgasse 42, das zeitweise Sitz der Opopharm AG war, wurde durch die Stiftung ebenso renoviert wie die Villa Garbald, die als Aussenstelle der ETH Zürich genutzt wird.